# Spiralwelle
Spiralwellen, in der englischsprachigen Literatur auch als vortexwave oder spiral wave bezeichnet, sind eine spezielle Form zweidimensionaler chemischer Wellen. Dreidimensionale Spiralwellen werden auch als scrollwaves bezeichnet. Die Möglichkeit der Entstehung von Spiralwellen wurde erstmals 1946 von Norbert Wiener und Arturo Rosenblueth theoretisch vorhergesagt. Beobachten lassen sich Spiralwellen beispielsweise bei der Anregung des Herzmuskels.
Spiralwellen sind eine Erscheinungsform autokatalytischer Wellen. Diese können außerdem als in sich geschlossene zirkuläre Wellenfronten auftreten oder sie besitzen zwei Enden, welche die Grenzen des Ausbreitungsmediums berühren. Spiralwellen hingegen sind dadurch gekennzeichnet, dass ein Ende der Wellenfront stets an der Mediumgrenze entlang läuft, während das andere, der Kern, sich frei im Medium bewegt.
Diese Bewegung kann auf unterschiedlichen Trajektorien (d. h. Bahnen) verlaufen, die von der Art des Mediums und von den speziellen Diffusions- und Reaktionsparametern bestimmt werden:
- in sich geschlossene Trajektorien
- offene Trajektorien.

Bei den in sich geschlossenen Trajektorien findet man Kreis- und elliptische Bahnen. Je nach Konstellation der Parameter können die Kerne aber auch driften, wodurch häufig in sich geschlossene Rosetten entstehen. Es kann aber auch zu quasiperiodischen Bewegungen kommen, bei denen offene Rosetten entstehen.
Kollidiert der Kern der Spiralwelle mit einer Mediumgrenze, so entsteht wieder eine geschlossene Wellenfront, indem nun beide Enden der Welle die Mediumgrenze berühren; die Existenz der Spiralwelle ist damit beendet.
Im Prinzip entstehen Spiralwellen durch Aufbrechen einer geschlossenen Wellenfront. Dies kann auf unterschiedliche Weise geschehen.